# Dirk Hinderyckx
Dirk Hinderyckx, né le 15 décembre 1956 à Bruges, est un joueur de football belge, reconverti comme entraîneur à la fin de sa carrière. Il débute comme attaquant, avant de reculer en milieu de terrain au fil de sa carrière. Il met un terme définitif à sa carrière en 1995, après avoir disputé les dernières saisons comme joueur-entraîneur dans différents clubs des séries provinciales.

## Carrière
Dirk Hinderyckx est formé dans les équipes de jeunes du FC Bruges. En 1973, il est appelé dans le noyau de l'équipe première, appelée à défendre son récent titre de champion de Belgique. Rarement utilisé la première saison, il joue plus régulièrement dès 1974 et l'arrivée de l'autrichien Ernst Happel. Il remporte le titre en 1976, et participe à la finale retour de la Coupe UEFA la même année. La saison suivante, il réalise le doublé Championnat-Coupe de Belgique.
En 1977, Dirk Hinderyckx quitte le Club de Bruges pour aller à Lokeren. Il y reste deux ans puis rejoint La Gantoise, alors en Division 2. Il y remporte le titre en 1980, synonyme de retour parmi l'élite pour le club. Après une saison en première division, il retourne à Bruges, cette fois au Cercle. Il n'y reste qu'un an, puis retourne en Division 2 durant l'été 1982, au SV Audenarde. Après sa première saison, le club est relégué en Division 3. Hinderyckx reste néanmoins au club jusqu'en 1986, année où il rejoint un autre pensionnaire de D3, le KV Ostende. Il joue quatre saisons avec les côtiers, et décide en 1990 d'aller jouer dans les séries provinciales.
En 1990, il rejoint le SV Koekelare comme joueur-entraîneur. Un an plus tard, il signe à Torhout, en Promotion, mais le club descend en provinciales en fin de saison. Il s'en va alors pour Oostnieuwkerke, toujours en Promotion, où il reste également une saison. Il rejoint alors Heist en 1993, où il redevient joueur-entraîneur. Il retourne en Promotion à la fin de la saison, à l'Eendracht Wervik, puis revient à Heist comme joueur-entraîneur puis entraîneur durant l'été 1995.

### Palmarès
- 2 fois champion de Belgique en 1976 et 1977 avec le FC Bruges.
- Vainqueur de la Coupe de Belgique en 1977 avec le FC Bruges.
- Finaliste de la Coupe UEFA en 1976 avec le FC Bruges.
- 1 fois champion de Belgique de Division 2 en 1980 avec La Gantoise.